# Одоевское сельское поселение (Костромская область)
Одоевское сельское поселение — муниципальное образование в Шарьинском районе Костромской области.
Административный центр — село Одоевское.

## История
Одоевское сельское поселение образовано 30 декабря 2004 года в соответствии с Законом Костромской области № 237-ЗКО, установлены статус и границы муниципального образования.

## Население
| 2008 | 2010 | 2012 | 2013 | 2014 | 2015 | 2016 |
| ---- | ---- | ---- | ---- | ---- | ---- | ---- |
| 605  | ↘582 | ↘563 | ↘548 | ↘535 | ↘521 | ↘509 |
| 2017 | 2018 | 2019 | 2020 | 2021 |      |      |
| ↗510 | ↘497 | ↘484 | ↘480 | ↘415 |      |      |

## Состав сельского поселения
| № | Населённый пункт | Тип населённого пункта       | Население |
| - | ---------------- | ---------------------------- | --------- |
| 1 | Аристиха         | деревня                      | ↘13       |
| 2 | Мундоро          | деревня                      | ↘5        |
| 3 | Нежданово        | деревня                      | ↗29       |
| 4 | Одоевское        | село, административный центр | ↘388      |
| 5 | Старково         | деревня                      | ↗10       |
| 6 | Яковищево        | деревня                      | ↘15       |